# 住吉神社 (加西市)

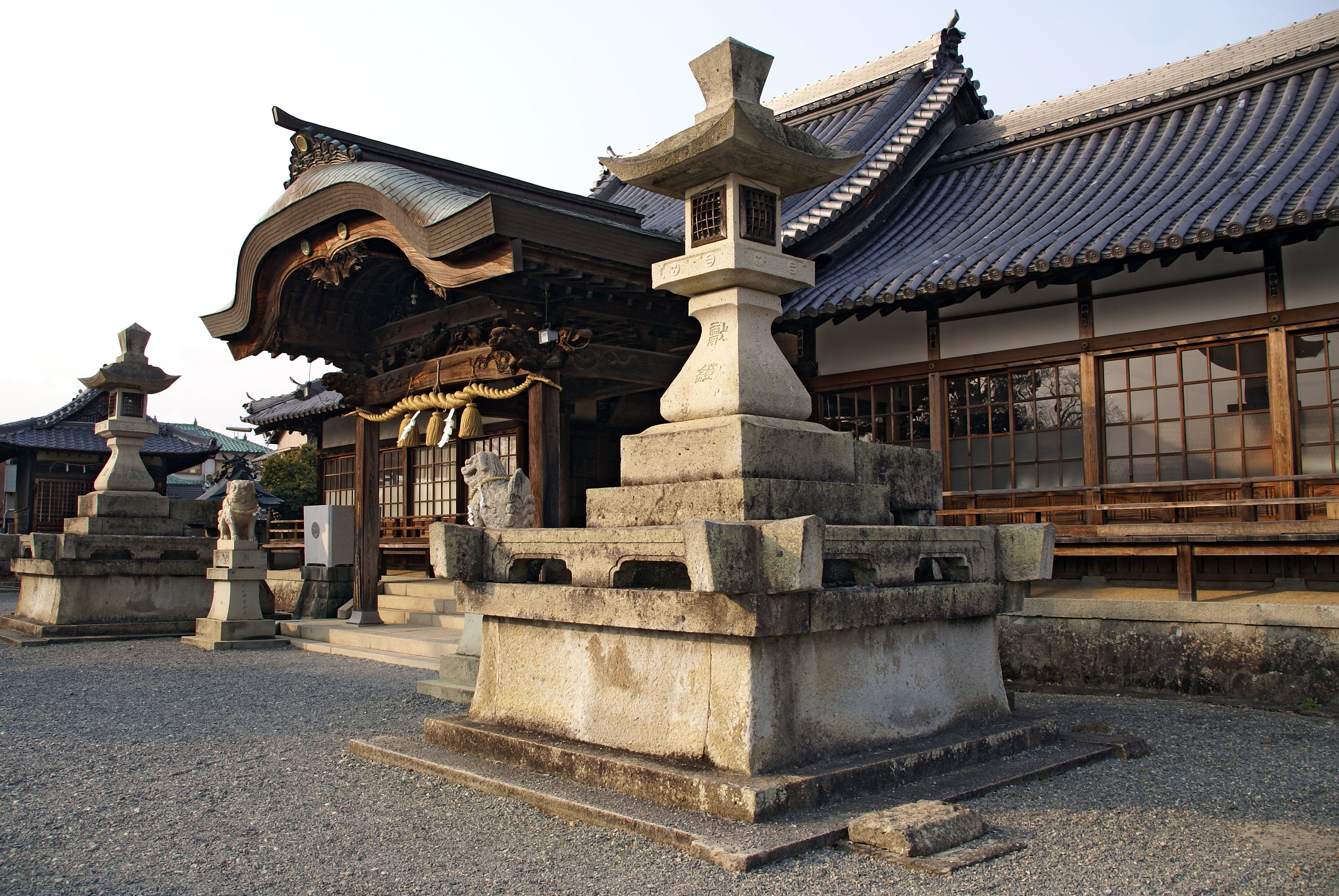
拝殿（国の重要文化財）

住吉神社（すみよしじんじゃ）は、兵庫県加西市にある神社。酒見大明神、住吉酒見社、住吉酒見神社とも。播磨国三の宮、旧式内社、旧社格は県社。

## 歴史
黒駒村で創建され、養老元年（717年）に現在地に遷し奉られた。大阪の住吉大社らに伝わる『住吉大社神代記』〔天平3年（731年）〕に記された住吉大神の宮九箇処の一社である。古くは酒見大明神や酒見社と呼ばれており、明治時代に県社に列格された際に現在の社名に改められた。天平17年（745年）には行基によって東隣に別当寺である酒見寺が建立された。
社殿は平治元年（1159年）の平治の乱、建永2年（1207年）、天正年間（1573年 - 1592年）の兵火など、幾度もの焼失と再建を経て荒廃していたところ、江戸時代初期に姫路城主の池田輝政により復興された。輝政によって年々三十石の寄進を受けている。その後姫路藩主となった本多美濃守によって社領は六十石となった。
現在の本社三殿（重要文化財）は嘉永4年（1851年）に再建されたものである。
1874年（明治7年）に郷社、1881年（明治14年）には県社に列せられる。1909年（明治42年）に大歳神社と八幡神社を合祀している。

## 祭神
- 主祭神 - 酒見神、住吉四神（底筒男命・中筒男命・表筒男命・神功皇后）、大歳神、八幡神

## 境内
- 中本殿（国の重要文化財） - 嘉永4年（1851年）再建。1916年（大正5年）改築。
- 東本殿（国の重要文化財） - 嘉永4年（1851年）再建。1916年（大正5年）改築。
- 西本殿（国の重要文化財） - 嘉永4年（1851年）再建。1916年（大正5年）改築。
- 幣殿（加西市指定有形文化財） - 1916年（大正5年）再建。
- 拝殿（国の重要文化財） - 文化5年（1808年）再建。
- 玉垣（兵庫県指定有形文化財） - 1900（明治33年）築。
- 粟島神社（加西市指定有形文化財） - 明治時代。
- 白鬚神社（兵庫県指定有形文化財） - 嘉永4年（1851年）再建。
- 稲荷社 - 稲荷社は2基ある。
- 稲荷社
- 神社会館 - 社務所。
- 勅使塚 - 境内中央にあり、現在は「鶏合わせ」や「龍王舞」など神事の場として使われている。
- 手水舎（兵庫県指定有形文化財） - 文化5年（1808年）再建。

## 文化財

### 重要文化財（国指定）
- 住吉神社 4棟（建造物） - 2022年（令和4年）12月12日指定[1]。
  - 東本殿（附 棟札1枚）
  - 中本殿（附 厨子1基）
  - 西本殿（附 棟札1枚）
  - 拝殿

### 兵庫県指定文化財
- 有形文化財
  - 住吉神社 2棟（建造物） - 2017年（平成29年）3月14日、中本殿・東本殿・西本殿・拝殿・白鬚神社・手水舎の6棟の指定[2]。2022年（令和4年）12月12日、中本殿・東本殿・西本殿・拝殿の4棟の国の重要文化財指定（県指定解除）。
    - 白鬚神社（附：棟札1枚）
    - 手水舎（附：棟札2枚）
- 無形民俗文化財
  - 住吉神社竜王の舞（住吉神社鶏合せ龍王舞保存会）

### 加西市指定文化財
- 有形文化財
  - 幣殿
  - 粟島神社
- 無形民俗文化財
  - 住吉神社鶏合せ（住吉神社鶏合せ龍王舞保存会）

なお、以下の建造物6件は、2005年（平成17年）11月10日付けで国の登録有形文化財に登録されていたが、兵庫県及び加西市の有形文化財に指定されたことにともない、当該登録は抹消されている。
- 中本殿、東本殿、西本殿、拝殿、玉垣 - 県指定にともない、2017年3月14日付けで登録抹消[3]
- 幣殿 - 市指定にともない2016年5月23日付けで登録抹消[4]

## 春季例大祭 (北条節句祭り)
毎年4月の第1土曜日から翌日に行われる春季例大祭は「北条節句祭り」と呼ばれ播州三大祭の1つに数えられる。
播州の秋祭りと同様の反り屋根布団屋台（太鼓台）が登場する。北条では屋台の事を別称「化粧屋台」と呼ぶ事があり、東郷から8台（本町・横尾・東高室・古坂・西高室・南町・栗田・御旅町）、西郷から7台（谷・小谷・笠屋・西上野・市村・宮前・黒駒）の計15台の屋台が運行される。
屋台関係者は、着物に長襦袢という播州地方では珍しい格好で祭礼に参加する。基本的には紺か黒の着物で男物の長襦袢を着るが、一部の地区では灰色や茶色、女物の着物を仕立て直しして長襦袢として着る人もいる。ちなみに滋賀県愛荘町で行われる堅井之大宮(軽野神社)春季大祭は北条節句祭り同様、着物に長襦袢という格好で祭礼が行われている。
また、各地区では鉢巻と襷で色分けされている。
- 東郷
  - 本町〔ピンク色〕※神輿奉仕は北条東で参加。
  - 横尾(榮壽)〔黄色〕※鶏合わせ奉仕地区
  - 東高室〔赤色〕
  - 古坂(勇寳)〔黄緑色〕
  - 西高室〔白色〕
  - 南町(旭光)〔水色(新橋色)〕※神輿奉仕は北条東で参加。
  - 栗田(松之尾)〔薄黄色〕※龍王舞奉仕地区
  - 御旅町(住之江)〔濃い青色〕※神輿奉仕は北条東で参加
  - 東南〔水色〕※屋台奉納は無し。神輿奉仕は参加。
  - 福吉　※屋台奉納は無し。神輿奉仕は北条東で参加。
  - 駅前　※屋台奉納は無し。神輿奉仕は北条東で参加。
  - 栄町　※屋台奉納は無し。神輿奉仕は北条東で参加。
- 西郷
  - 谷(寳光)〔臙脂色〕※龍王舞(締太鼓)奉仕地区
  - 小谷(龍虎)〔薄水色(蒼色)〕※龍王舞(舞)奉仕地区
  - 笠屋(明寳)〔橙色〕※神輿奉仕は北条西で参加。
  - 西上野〔白色〕※鶏合わせ奉仕地区
  - 市村(卯の日講)〔水色〕※龍王舞(獅子頭)奉仕地区
  - 宮前〔紫色〕※神輿奉仕は北条西で参加。
  - 黒駒〔薄桃色〕
  - 御幸町　※屋台奉納は無し。神輿奉仕は北条西で参加。
  - 江ノ木　※子供神輿での奉納。神輿奉仕は北条西で参加。
  - 住屋町　※屋台奉納は無し。神輿奉仕は北条西で参加。

## 所在地
兵庫県加西市北条町北条1318

## 交通アクセス
- 北条鉄道北条線 北条町駅 徒歩15分

## 周辺情報
- 酒見寺（隣接）
- 羅漢寺 (加西市) - 元々は酒見寺の末寺。
- 神明神社 - 笠屋屋台蔵と隣接。
- 大年神社 - 住吉神社御旅所。境内の中に南町屋台蔵がある。
- イオンモール加西北条
- 加西市立北条小学校